# Львівський державний цирк

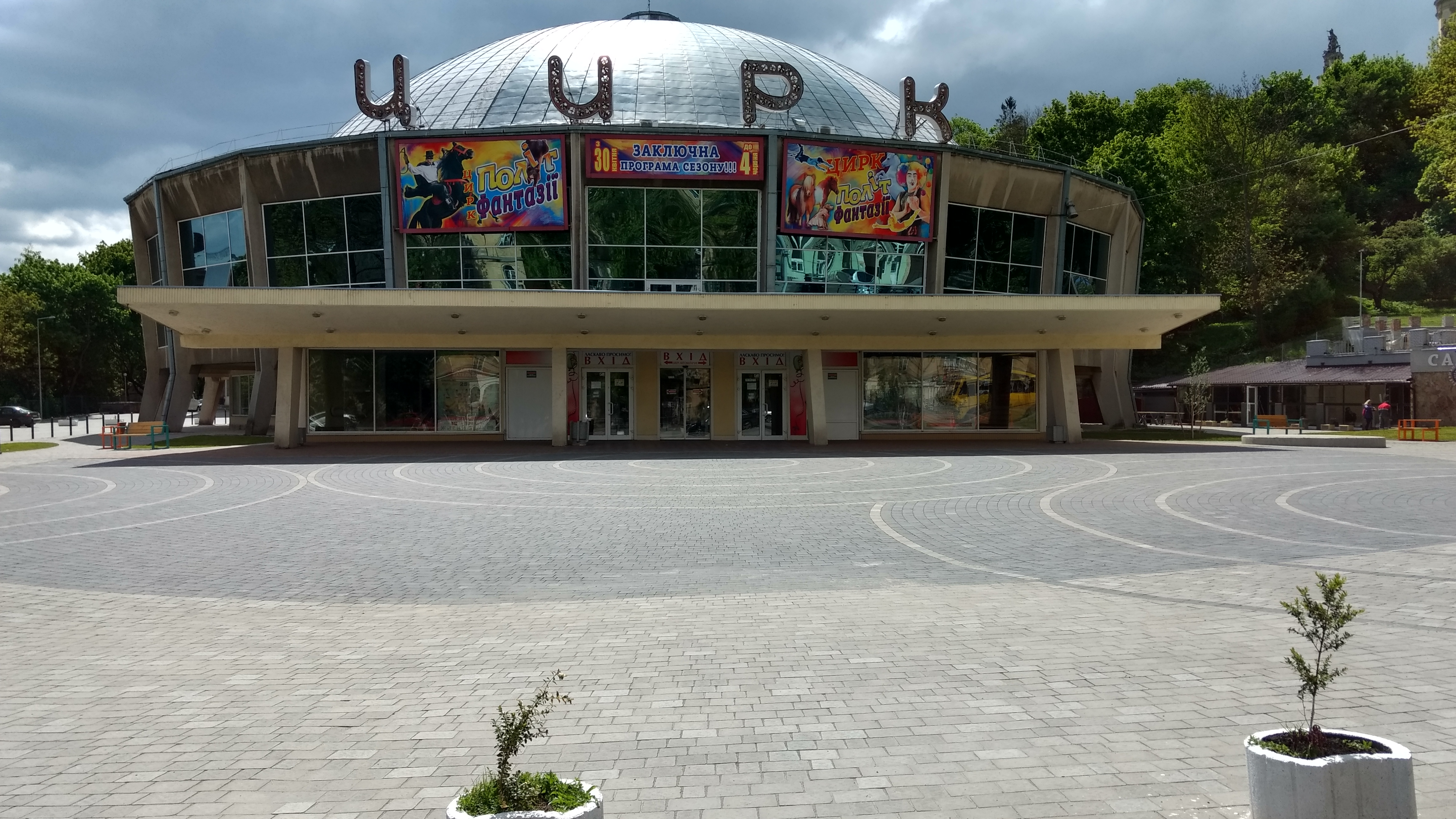
Львівський цирк

Львівський державний цирк — цирк у Львові за адресою вулиця Городоцька, 83, біля підніжжя Святоюрської гори.

## Історія
Будинок цирку збудований у 1969 році за проектом архітекторів Адольфа Бахматова і Михайла Каневського. Він є баневою (купольною) циліндричною будовою з периметрально розташованими двоповерховими приміщеннями рекреації і гардеробних виділяється активним виділенням одноповерхової вхідної частини, де розміщений касовий вестибуль і тамбур. До тильної частини прилягають службові приміщення готель та господарська зона. Активно виділена одноповерхова вхідна частина, де розташовані вестибюль та тамбур. У тильній стороні примикають службові приміщення, господарська зона та готель. Благоустроєм територій навколо цирку та його внутрішнім інтер'єром цирку займався Василь Каменщик.
За всю історію арена львівського цирку приймала гостей із США, Казахстану, Італії, Німеччини, Росії, Білорусі, Киргизстану та інших країн. Серед останніх варто відзначити «Венеціанський карнавал» із Молдови, скадовський дельфінарій, Великий московський цирк та багато інших. На арені виступали не лише клоуни, акробати, силачі, а й дресирувальники із екзотичними тваринами, серед яких були крокодили, жирафи, леви, ведмеді і навіть моржі.
При цирку діє дитяча студія. Арена здається в оренду під різні заходи, такі як концерти чи поєдинки боксерів.

## Ексцеси
В жовтні 2010 року лев під час виступу напав на дресирувальника і пошкодив йому ногу. Вже через декілька тижнів артист повернувся на арену, а лева відправили в зоопарк.
У ніч із 22 на 23 березня 2011 року в приміщенні цирку виникла пожежа. Її площа становила більше 100 квадратних метрів. За словами пожежників, осередок пожежі був у верхніх ярусах, біля оркестрової ями. В ході пожежі ніхто не постраждав, збитки оцінили в півмільйона гривень. Під час ремонтних робіт цирк працював у форматі шапіто. Через рік цирк повністю відновив роботу.
Зимою 2015 у Львові помер жираф Тото, йому було всього 5 років, але через далекий переїзд (Італія-РФ-Україна) хворе серце тварини не витримало.

## Додаткові заходи
Зараз (грудень 2017) при цирку діє дитяча студія, відбуваються виступи місцевого та гастрольних циркових колективів. Споруда здається в оренду для концертів, боксерських поєдинків та інших заходів.
У 2016 році площі перед цирком, сквер та дитячий майданчик реконструювали. Тепер вона є цілком безпечною для дітей, там встановлено вуличні меблі та немає паркувального майданчика.